# Rotherham Bridge
Rotherham Bridge je kamenný obloukový most, který překlenuje řeku Don v centru Rotherhamu, South Yorkshire. Je znám svou mostní kaplí, která je považována za nejzachovalejší v Anglii.
Dokument z roku 1385 se odkazuje na Bridgegate ve městě, což znamená, že předchozí most existoval na stejném místě. Silnice vedoucí mostem byla původně hlavní trasou z Londýna do Richmondu. Současný most byl postaven v roce 1483, kdy byla přidána kaple Panny Marie Rotherhamské. Je z pískovcových kvádrů, má čtyři oblouky a je postaven na třech pilířích, každý s návodní trojhrannou hranou. Mostní parapet má profilovanou římsou.
John Leland, píšící kolem roku 1540, popsal „spravedlivý kamenný most z iiii oblouků“ a „dobře zpracovanou kamennou kapli“. Kaple byla zrušena v roce 1547 a přeměněna na nejprve chudobinec, poté městskou věznici a nakonec obchod. Most byl prodloužen v letech 1768–69 Johnem Plattem, pracujícím pro Johna Carra z Yorku, ale byl obnoven do původních rozměrů Reginaldem Blomfieldem v roce 1927, kdy byl vedle něj postaven most Chantry. Současně byla obnovena kaple. Další obnova byla provedena v roce 1975, kdy byly doplněno vitrážové okno.
Most je zařazen do I. stupně památkové ochrany a je plánovanou starověkou památkou.